# 天主教烏塔卡蒙德教區
天主教烏塔卡蒙德教區（拉丁語：Dioecesis Ootacamundensis）是羅馬天主教的一個教區，包括印度泰米爾納德邦西部，受馬德拉斯暨梅拉普爾總教區管轄。
教區成立於1955年7月3日。2004年有教友84,600名，佔轄區總人口百分之5.8。由117名司鐸名管理五十九個堂區。現任教區主教為阿魯拉潘‧阿馬爾拉傑。